# 科尼 (喬治亞州)
科尼（英語：Coney）是位於美國喬治亞州克里斯普縣的一個非建制地區。該地的面積和人口皆未知。

## 地理
科尼的座標為31°57′22″N 83°53′02″W / 31.95611°N 83.88389°W，而該地的平均海拔高度為80米（即262英尺）。